# Fort GW II „Jaksmanice”

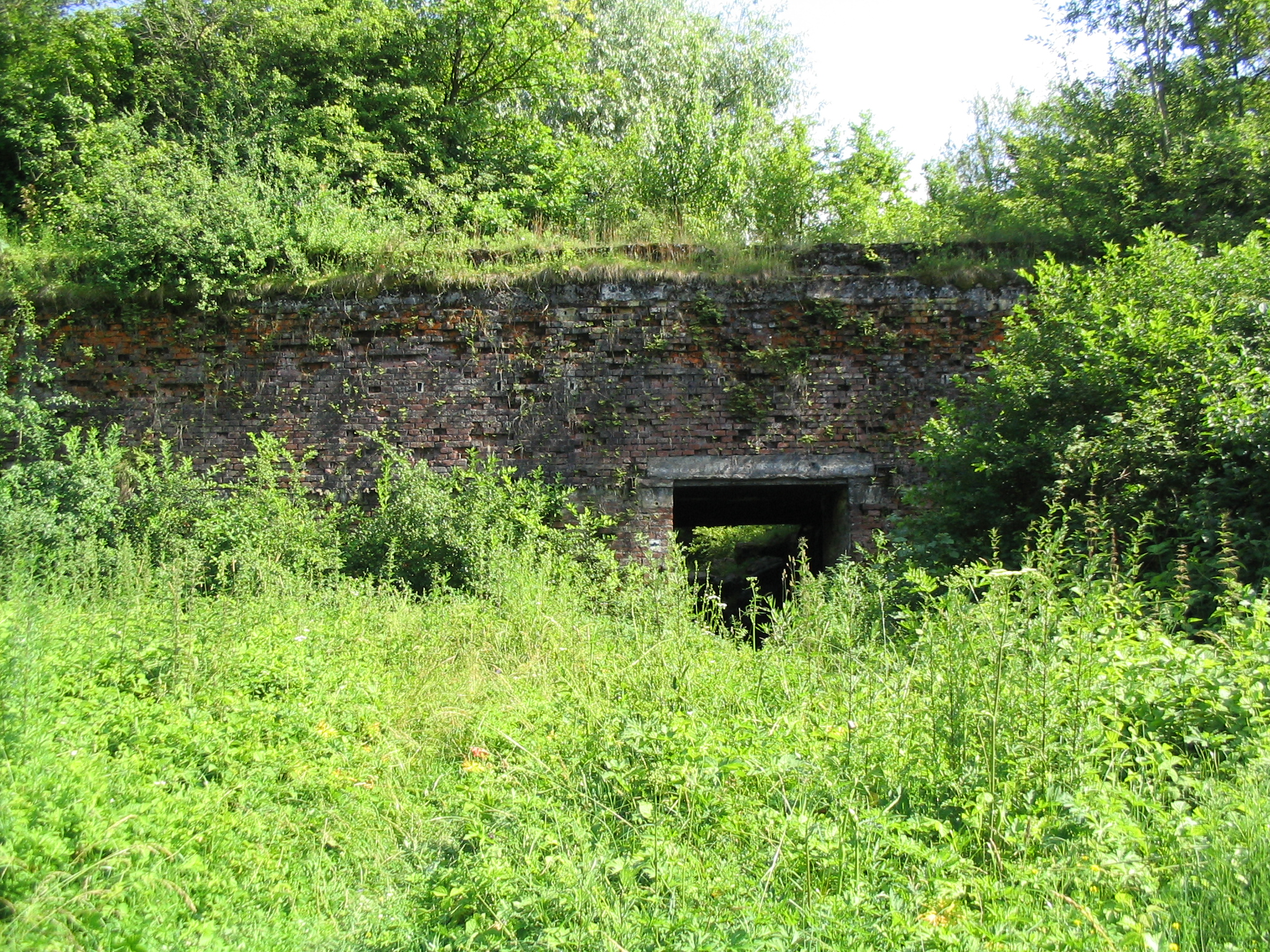
Fort II „Jaksmanice” dziś

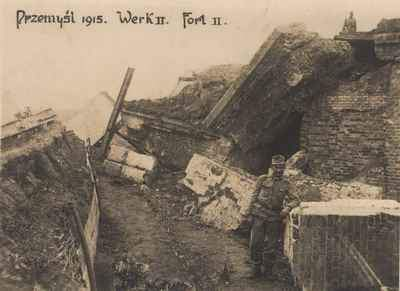
Lewy tradytor w 1915

Fort GW II „Jaksmanice” – ześrodkowany, klasyfikowany jako fort artyleryjski, fort główny Twierdzy Przemyśl, o konstrukcji betonowo-murowano-ziemnej, znajdujący się obok miejscowości Jaksmanice.

## Historia
Fort został zbudowany w latach 90. XIX wieku. Jego konstrukcja była bardzo podobna do Fortu IV „Optyń” (mimo że Fort II powstał szybciej niż Fort IV), jednak Fort II nie był zaliczany do klasy fortów pancernych, ponieważ nie posiadał pancerzy. 
Został częściowo wysadzony w powietrze w 1915, po II oblężeniu Twierdzy Przemyśl. Został częściowo rozebrany w latach 1920–1930. 

## Opis konstrukcji
Fort II zlokalizowano na szczycie wzniesienia górującego nad miejscowością Jaksmanice. Barkanowy narys konstrukcji dzieła charakteryzuje się wydłużeniem jednego boku czoła ze schronami pogotowia w poprzecznicach. Na barkach fortu rozmieszczono – najczęściej spotykane w fortach pancernych – tradytory, które jednak nie posiadały opancerzenia. Dodatkowo, na styku lewego czoła i barku dobudowano już po 1900 betonowe stanowisko dla wieży obserwacyjnej, bądź wieży dla karabinu maszynowego. W szyi fortu zlokalizowano dwukondygnacyjne ceglane koszary o stropie stalo-betonowym, poprzedzone jednokondygnacyjnym schronem głównym, z którego prowadziły wyjścia na stanowiska artylerii. Obronę fosy prowadzono z dwóch kaponier przeciwstokowych, zlokalizowanych na stykach czoła i barku oraz nie połączonych z wnętrzem fortu poternami.

## Fort dziś
Z uwagi na znaczący stopień zniszczeń fortu na skutek działań wojennych oraz dalszej, powojennej rozbiórki obecny stan fortu można określić mianem ruiny. Z fortu zachowała się jedynie część koszar i schronu głównego, resztki tradytorów oraz różnego rodzaju umocnień wałów. Eksploracja fortu jest dodatkowo utrudniona poprzez dziko rosnące rośliny oraz drzewa, które nieporządkowane przez lata obrosły cały teren fortu i niemal uniemożliwiają dotarcie do wielu jego części. 

## Literatura
- „Zabytki architektury i budownictwa w Polsce. Nr 33. Województwo przemyskie”, Warszawa 1998, ISBN 83-86334-57-6
- T.Idzikowski: Forty Twierdzy Przemyśl. Przemyśl 2001. ISBN 83-912416-8-8
- T.Idzikowski: Miniprzewodnik Twierdza Przemyśl. Przemyśl 2005. ISBN 83-918937-7-4